# عمر بن أبي بكر باجنيد
عمر بن أبوبكر باجنيد (1846 - 1935)، كان إمامًا مكيا ومفتيا شافعيا، تولى إمامة الحرم المكي في عهد الدولة السعودية خلال أربعينات القرن الرابع عشر الهجري إلى وفاته عام 1354 للهجرة.

## مولده ونشأته
هو عمر بن أبي بكر بن عبد الله باجنيد التجيبي الكندي، ولد في حضرموت عام 1263 خلال حكم السلطان علي بن منصور الكثيري لأسرة ثرية اشتهرت بممارسة القضاء، ونفوذها في تجارة المنسوجات بجنوب شرق آسيا. والده أبي بكر باجنيد كان من عرب إندونيسيا، وأصيب ضائقة مالية وتوجه إلى مكة المكرمة حيث افتتح متجرًا صغيرًا لبيع المواد الغذائية، فكان عمر يعاون والده بعد الفجر ويتجه إلى الدراسة في الحرم المكي.

## شيوخه ووظائفه
حفظ القرآن الكريم في سن مبكرة على يد الشيخ علي بن عبد الله الطيب المصري، وتتلمذ على يد المشايخ محمد سعيد بابصيل وأحمد زيني دحلان ومحمد بن حسين الحبشي وإبراهيم فودة ومحمد بن جعفر الكتاني وغيرهم. عينه الشريف حسين بن علي مستشارًا له وأولاه منصب الإفتاء والتدريس في الحرم المكي. وكان يقدم دروسا أسبوعية في بيت بوقس بمكة المكرمة يحضرها جمع كبير من الناس وخصوصا طلبة العلم من الجاويين.
علوي بن عباس المالكي، حسن بن محمد المشاط، عيدروس بن سالم البار، أبو بكر الحبشي، إبراهيم الفطاني، ومحسن بن علي المساوي، ومحمد ياسين الفاداني، وأحمد بن عبد الله ناضرين، الشاطري، عبد الحميد قُدُس، شيخان بن علوي وصنهاجي الاجي وغيرهم.

## وفاته
توفي في 27 محرم 1354 للهجرة، ودفن بحوطة العلويين بمقبرة المعلاة في مكة المكرمة.